# Солис, Луис Гильермо
Луи́с Гилье́рмо Соли́с Риве́ра (исп. Luis Guillermo Solís Rivera; род. 25 апреля 1958, Сан-Хосе, Коста-Рика) — левоцентристский коста-риканский политический деятель, член партии «Гражданское действие», кандидат в президенты Коста-Рики на выборах 2014 года, президент Коста-Рики с 8 мая 2014 по 8 мая 2018 года. Профессор истории и политологии, декан факультета социальных наук Университета Коста-Рики.

## Биография

### Молодые годы
Родился в семье сапожника Фредди Авенданьо и учительницы Вивьен Солис Ривера Аллен. У семьи Солиса есть африканские и китайские корни.
Окончил методистскую среднюю школу в Сан-Хосе, затем изучал историю в Университете Коста-Рики. Получил степень магистра в области исследований Латинской Америки в Тулейнском университете в Новом Орлеане (США) в 1981 году.
Был лауреатом программы Фулбрайта, по которой обучался в Мичиганском университете.
Преподавал в Университете Коста-Рики. Женился, у них шесть детей: Моника, Кристина, Беатриса, Диего, Игнасио и Агнес.

### Политическая карьера
В 1986—1990 годах Солис занимал должность советника Оскара Санчеса при министерстве иностранных дел, где работал над мирным договором, за который Ариас позже получил Нобелевскую премию мира. В 1994—1998 годах работал послом по центральноамериканским делам.
До 2005 года Солис состоял в Партии национального освобождения и с мая 2002 по июль 2003 года был генеральным секретарём партии, однако в 2005 году вместе со многими другими членами партии вышел из неё из-за нарушений и коррупции на выборах. В 2008 году вступил в партию Гражданское действие.

### Пост президента
На выборах 2014 года Луис Солис стал кандидатом в президенты от Гражданского действия. В первом туре получил наибольшее число голосов — 30,8 %, опередив других кандидатов, хотя и не набрал необходимых 40 %, чтобы стать президентом уже после 1-го тура. 6 апреля 2014 года Верховный избирательный трибунал в Сан-Хосе сообщил о подсчёте подавляющего большинства голосов второго тура. Солис набрал 77,69 %, кандидат от правящей Партии Национальное Освобождение Джонни Арайа набрал — 22,31 %, и признал своё поражение.
8 мая 2014 года Луис Гильермо Солис был приведен к присяге и вступил в должность президента Коста-Рики. Солис отметил, что наступило новое время, принадлежащее партии «Гражданское движение», страна пойдет по новому пути, пообещав, что правительство уделит большее внимание справедливости и призвал всех оказать в этом содействие.
В 2014 году наездник Pseudapanteles luisguillermosolisi был назван в честь Луиса Гильермо Солиса.